# IC 2049
IC 2049 هو اصطدام مجري، يقع في كوكبة الشبكة.

## روابط خارجية
- IC 2049 على موقع ويكي سكاي: DSS2, SDSS, GALEX, IRAS, Hydrogen α, X-Ray, Astrophoto, Sky Map, Articles and images